# Anacroneuria lupaca
Anacroneuria lupaca és una espècie d'insecte plecòpter pertanyent a la família dels pèrlids.

## Etimologia
El seu nom científic honora l'ètnia lupaca del sud-est del Perú.

## Descripció
- Els adults presenten el cap de color groc clar, el pronot marró clar amb una franja groga, el segment de la tíbia groc clar i les membranes alars transparents amb la nervadura marró clar.
- Les ales anteriors dels mascles fan 9 mm de llargària i són hialines i iridescents.
- Ni la femella ni la nimfa no han estat encara descrites.[5][3]

## Hàbitat
En el seu estadi immadur és aquàtic i viu a l'aigua dolça, mentre que com a adult és terrestre i volador.

## Distribució geogràfica
Es troba a Sud-amèrica: el Perú i Bolívia.